# The Video Collection
A The Video Collection Enya ír énekesnő és dalszerző videokiadványa. Videókazettán és DVDn jelent meg, 2001-ben. Enya minden, eddig az időpontig megjelent videóklipjét tartalmazza, kivéve a Book of Dayst, ennek nem a videóklipje, hanem egy koncertfelvétele található rajta, melyet a BBC Top of the Pops című műsorában vettek fel. A How Can I Keep from Singing?-nek egy rövidebb változata került rá, 3:20 perces az eredeti 4:22 helyett. A DVD-változaton bónuszanyagok is találhatóak.
A DVD-n dalokhoz angol, az extrákhoz angol, francia, spanyol, illetve megjelenési helytől függően japán és portugál vagy német és olasz felirat van.

## Videóklipek
1. Orinoco Flow
2. Evening Falls…
3. Storms in Africa (Part II)
4. Exile
5. Caribbean Blue
6. How Can I Keep from Singing?
7. Book of Days (Live; angol/ír változat)
8. The Celts
9. Anywhere Is
10. On My Way Home
11. Only If…
12. Only Time
13. Wild Child

### Extrák
1. Enya – A Life in Music (dokumentumfilm, ~16 perc)
2. Caribbean Blue – The Making of the Video (~10 perc)
3. Only Time – The Making of the Video (~9 perc)